# Mistrzostwa Świata Kobiet w Wędkarstwie Spławikowym (2018)
XXV Mistrzostwa Świata Kobiet w Wędkarstwie Spławikowym – mistrzostwa świata kobiet w wędkarstwie spławikowym, które odbyły się w dniach 25–26 sierpnia 2018 na Kanale Odry przy ul. Zawalnej we Wrocławiu.

## Informacje ogólne
Organizatorem imprezy był Oddział PZW we Wrocławiu. Udział w zawodach wzięło siedemnaście ekip z Europy i RPA. Łowiono przede wszystkim płocie, krąpie, sumiki, leszcze, sumy i ukleje. Polską ekipą kierował trener Janusz Czulak.

## Wyniki
Wyniki indywidualne:
- 1. miejsce:  Holandia, Anja Groot,
- 2. miejsce:  Francja, Isabelle Hawryhuk,
- 3. miejsce:  Belgia, Sarina Mertens,
- 9. miejsce:  Polska, Kamila Justa-Kowalska[1].

Wyniki zespołowe:
- 1. miejsce:  Francja,
- 2. miejsce:  Republika Południowej Afryki,
- 3. miejsce:  Rosja[1].